# Danze dall'inferno
Danze dall'inferno (titolo originale Prom Nights from Hell) è una raccolta di racconti scritti da cinque autrici: Meg Cabot, Kim Harrison, Michele Jaffe, Stephenie Meyer e Lauren Myracle.

## Trama
Il libro  narra delle avventure soprannaturali di cinque adolescenti americani, che si svolgono nell'ambito del mitico Ballo di Fine Anno.

### La figlia dell'ammazzavampiri
Il primo racconto è di Meg Cabot, narra di Mary, una ragazza alle prese con una caccia ad un vampiro di nome Sebastian Drake, che ha sedotto la sua unica amica. Prima di riuscire nel suo intento, però, un ragazzo di nome Adam ed il suo amico mandano all'aria il suo piano. Mary si troverà a cacciare il vampiro Sebastian assieme ad Adam, recandosi al ballo di fine anno assieme a lui.

### Il mazzolino
Racconto di Lauren Myracle ispirato al detto "Attento a ciò che desideri, potrebbe avverarsi". Prende spunto da "La zampa di scimmia" di W.W. Jacobs, racconto che ha fortemente impressionato la scrittrice. In questo racconto, un'adolescente di nome Frankie è afflitta dalla relazione di amicizia/amore che ha con uno dei suoi migliori amici: Will. Due settimane prima del ballo di fine anno, spera che lui la inviti e durante una visita ad una veggente, viene incuriosita da un mazzolino che è capace di esaudire qualsiasi desiderio. Accecata dal desiderio di avere Will con lei al ballo di fine anno, ottiene il mazzolino. Dal suo primo desiderio si scateneranno conseguenze drammatiche che cambieranno la sua vita.

### Madison Avery e la F.A.L.C.E.
Questo racconto di Kim Harrison è stato poi ampliato in un romanzo, capostipite di una serie della stessa scrittrice. Il racconto della Harrison vede per protagonista Madison Avery, ex ragazza popolare nella sua vecchia scuola, alle prese con un ballo di fine anno alquanto scadente. Pur di liberarsi del suo patetico accompagnatore e per impressionare tutti gli altri studenti, accetta di ballare e di farsi riaccompagnare a casa da un ragazzo misterioso vestito da pirata. Purtroppo il pirata si dimostrerà più di un semplice ragazzo, infatti Madison si è ritrovata tra le mani di un mietitore di anime, che la ucciderà. La ragazza combatterà in tutti i modi per restare sulla terra, anche se sotto forma di spirito.

### Provaci ancora, signorina Kiss
Il quarto racconto è di Michael Jaffe. Miranda è una ragazza speciale, infatti possiede dei superpoteri. Ha una cotta per il vicesceriffo Caleb Reynolds, che però non si interessa minimamente a lei. Miranda è autista per una ditta di limousine ed un giorno deve scortare una ragazzina molto vivace ad un incontro. Mentre cerca di scortarla a destinazione, apprende che la ragazzina ha qualcosa di speciale proprio come lei. Dovrà salvarla da un'organizzazione intenzionata a sfruttarla in modo violento.

### Ballo infernale
L'ultimo racconto, quello di Stephenie Meyer, è ambientato ad un ballo di fine anno, infestato da una demone intenzionata a creare scompiglio tra gli studenti. Riuscirà a condizionare tutti, mettendoli l'uno contro l'altro, ad eccezione di Gabe, un ragazzo dall'animo particolare che non può essere toccato dai suoi poteri. La demone sarà attirata da Gabe, spinta dalla necessità di rovinare anche il suo umore, a questo punto però, il suo piano troverà un ostacolo.

## Edizione
- Autori vari, Danze dall'inferno, traduzione di Simona Adami ... [et al.], Fazi, Roma 2009, ISBN 978-88-7625-056-9